# 吉爾福德 (緬因州普查規定居民點)
吉爾福德（英語：Guilford）是位於美國緬因州皮斯卡特奎斯縣的一個普查規定居民點。

## 人口
根據2020年美國人口普查的數據，吉爾福德的面積為5.10平方千米，當中陸地面積為4.97平方千米，而水域面積為0.13平方千米。當地共有人口740人，而人口密度為每平方千米145.1人。